# Вулиця Антоні Новосельського
Вулиця Антоні Новосельського — вулиця у Святошинському районі міста Києва, місцевість Берковець. Пролягає від вулиці Миколи Богуславського до вулиці Миколи Носова.

## Історія
Вулиця виникла наприкінці 2010-х роках під проектною назвою вулиця Проектна 13003. Назва - на честь українсько-польського літературного критика, етнографа, перекладача Антонія Марцинківського (псевдонім - Антоні Новосельський) надана 2018 року.